# Лядов Юрій Григорович
Юрій Лядов (біл. Юры Лядаў нар. 3 грудня 1987  Мінськ, Білорусь) — білоруський біатлоніст,  учасник чемпіонатів світу з біатлону, учасник етапів кубка світу з біатлону. Призер юніорських чемпіонатів світу з біатлону, призер чемпіонату Європи з біатлону.

## Виступи на чемпіонатах світу
| Рік  | Місце проведення | Інд | Спр | Пр | МС | Ест | ЗМ |
| 2012 | Рупольдинг       | —   | 79  | —  | —  | —   | —  |

## Кар'єра в Кубку світу
- Дебют в кубку світу — 15 січня 2009 року в естафеті в Рупольдингу — 19 місце.
- Перше попадання в залікову зону — 7 січня 2012 року в спринті в Обергофі — 30 місце.

## Загальний залік в Кубку світу
- 2011-2012 — 86-е місце (19 очок)

## Статистика стрільби
| № п/п | Сезон     | Загальна       | Індивідуальна гонка | Спринт        | Гонка переслідування | Мас-старт  | Естафета     |
| ----- | --------- | -------------- | ------------------- | ------------- | -------------------- | ---------- | ------------ |
| 1     | 2008-2009 | 56,3% (9/16)   | 0,0% (0/0)          | 0,0% (0/0)    | 0,0% (0/0)           | 0,0% (0/0) | 56,3% (9/16) |
| 2     | 2009-2010 | 70,0% (21/30)  | 70,0% (14/20)       | 70,0% (7/10)  | 0,0% (0/0)           | 0,0% (0/0) | 0,0% (0/0)   |
| 3     | 2011-2012 | 79,1% (87/110) | 75,0% (15/20)       | 78,6% (55/70) | 85,0% (17/20)        | 0,0% (0/0) | 0,0% (0/0)   |